# جبهه داخلی: انقلاب
جبهه داخلی: انقلاب (انگلیسی: Homefront: The Revolution) یک بازی ویدئویی جهان باز در سبک تیراندازی اول شخص است که توسط دیپ سیلور برای پلت‌فرم‌های لینوکس، مایکروسافت ویندوز، اواس ده، پلی‌استیشن ۴، و اکس‌باکس وان منتشر شده‌است. این بازی به نوعی بازشروع و هم دنباله‌‌ای بر بازی هومفرانت (بازی ویدیویی ۲۰۱۱) به‌شمار می‌رود که در ماه مه سال ۲۰۱۶ منتشر شد. داستان بازی در مورد حمله کره شمالی به آمریکا و تسخیر خاک آمریکا توسط نیروهای کره‌ای می‌باشد که با انقلاب مردم روبرو می‌شود.